# Marlon Budike
Marlon Eduard Derrick Budike is een Surinaams politicus. Hij was van 2018 tot medio 2020 lid van De Nationale Assemblée (DNA) voor de Nationale Partij Suriname (NPS).

## Biografie
Budike was raadslid van het district Commewijne voor de NPS. Toen Remi Pollack in 2014 werd benoemd tot districtscommissaris, nam Budike het voorzitterschap van Commewijne van zijn partijgenoot over.
Tijdens de verkiezingen van 2015 maakte de NPS deel uit van de alliantie V7. Na het overlijden van DNA-lid Sheilendra Girjasing van de VHP, die eveneens deel uitmaakte van V7, nam Budike vanaf 4 december 2018 zitting in het parlement tot medio 2020. Een maand eerder werd hij herkozen als voorzitter van de NPS in Commewijne.
Tijdens de verkiezingen van 2025 staat hij op nummer 10 van de lijst van de NPS.